# Al-Susah (nahija)
Nahija Al-Susah je nahija u okrugu Abu Kamal, u sirijskoj pokrajini Deir ez-Zor. Po popisu iz 2004. (prije rata), nahija je imala 45.986 stanovnika. Administrativno sjedište je u naselju Al-Susah.